# Teòfanes I
Teòfanes I Cariques (en grec Θεοφάνης Α' Καρύκης) va ser patriarca de Constantinoble els anys 1596 i 1597.
Nascut a Atenes formava part de la històrica família dels Cariques. Va ser logoteta de la Gran Església i metropolità de Filipòpolis l'any 1585. El 1593 va ser metropolità d'Atenes, abans de ser elegit patriarca.
Va ser nomenat custodi del tron ecumènic quan va morir Gabriel I el 1596, i a finals d'any va ser nomenat patriarca, càrrec que va ocupar fins al 26 de març de 1597 quan va morir de sobte al temple. Va compondre molts himnes eclesiàstics, i segurament havia estat professor de música.